# Harald Diener
Harald Diener (* 18. Februar 1948 in Ottweiler; † Oktober 1994) war ein deutscher Fußballspieler und -trainer.

## Sportlicher Werdegang
Diener spielte für das Bundesliga-Gründungsmitglied 1. FC Saarbrücken ab Mitte der 1960er Jahre in der zweitklassigen Regionalliga. In der Südwest-Staffel der Regionalliga platzierte er sich mit der Mannschaft stetig im vorderen Ligabereich, eine Rückkehr in die Erstklassigkeit vermochte jedoch auch in der Aufstiegsrunde zur Bundesliga nicht gelingen. Zu dieser Zeit sammelte er auch internationale Erfahrung, da der Zweitligist zeitweise an der in der Sommerpause ausgetragenen Intertoto-Runde teilnahm.
1972 wechselte Diener innerhalb der der Südwest-Regionalliga zum Ligakonkurrenten FK Pirmasens, mit dem er in der Spielzeit 1972/73 als Tabellendritter nur knapp die Aufstiegsrunde zur Bundesliga verpasste. Er schloss sich jedoch dem badischen Klub FC 08 Villingen an, mit dem er in der Spielzeit 1973/74 Meister der drittklassigen 1. Amateurliga Schwarzwald-Bodensee wurde. Aufgrund der Einführung der 2. Bundesliga blieb jedoch der Aufstieg verwehrt. Daraufhin kehrte er ins Saarland zurück, wo er fortan für den FC 08 Homburg spielte. Beim Gründungsmitglied der 2. Bundesliga Süd gehörte er zu den Stammspielern, mit zehn Saisontoren war er hinter Otmar Ludwig (21 Saisontore), Gerhard Pankotsch (15 Saisontore) und Manfred Lenz (12 Saisontore) viertbester vereinsinterner Torschütze. Die von Präsident und Mäzen Udo Geitlinger finanzierte Mannschaft kratzte in der Spielzeit 1975/76 als Tabellendritter an der Teilnahme zur Aufstiegsrunde zur Bundesliga, Diener hatte in allen 38 Saisonspielen an der Seite von Spielern wie Gregor Quasten, Horst Ehrmantraut, Udo Leunissen und Bernd Detterer in der Startformation gestanden und mit 18 Toren erneut zweistellig getroffen. Zudem rückte er mit der von Uwe Klimaschefski trainierten Mannschaft ins Viertelfinale um den DFB-Pokal 1975/76 vor, wo er zur tragischen Figur wurde: nachdem die spielbestimmenden Homburger im Duell mit dem Bundesligisten Hamburger SV durch zwei individuelle Fehler schnell einen 0:2-Rückstand hinnehmen mussten, erzielte er in der 32. Spielminute den Anschlusstreffer, vergab aber drei Minuten später gegen Rudi Kargus einen Strafstoß und musste – nach erfolglosem Anrennen bei u. a. einem Eckenverhältnis von 12:2 für den Zweitligisten – eine 1:2-Niederlage und das damit verbundene Ausscheiden hinnehmen. Nicht zuletzt aufgrund zweier Platzverweise kam er in der Spielzeit 1976/77 nur zu 32 Saisoneinsätzen, dennoch hatte er mit zwanzig Saisontoren als zweitbester vereinsinterner Torschütze hinter Lenz seine persönlich beste Torausbeute während einer Spielzeit. In der folgenden Spielzeit kam er nur noch zu zwei Saisontoren, im Saisonverlauf verlor er zeitweise seinen Stammplatz und bestritt nur noch 25 Saisonspiele.
Nachdem Diener zu Beginn der Spielzeit 1978/79 nur noch sporadisch unter Klimaschefski gespielt hatte, verließ er nach vier Toren in zehn Saisonspielen den Klub in Richtung SV Röchling Völklingen. Für die von finanziellen Engpässen nach dem 1979 erfolgten Rückzug der Völklinger Hütte als Sponsor geplagten Saarländer spielte er in der Spielzeit 1979/80 noch 20 Mal in der zweithöchsten Spielklasse. Mit vier Toren platzierte er sich hinter den jeweils sieben Mal erfolgreichen Harald Aumeier, Heinrich Müller und Walter Spohr sowie dem im Dezember 1979 kurzfristig aus den USA zurückgeholten Walter Wagner (5 Saisontore in 10 Spielen) an fünfter Stelle in der vereinsinternen Rangliste. Nach dem direkten Wiederabstieg in die Oberliga Südwest ließ er dort seine Karriere als Spielertrainer ausklingen. Nach dem Abstieg des Klubs am Ende der Oberliga-Spielzeit 1981/82 schaffte er den direkten Wiederaufstieg als Meister der Verbandsliga Saar, übergab aber das Traineramt anschließend an Günter Herrmann.
Später war Diener als Trainer weiters im unterklassigen saarländischen Fußball tätig, dabei trainierte er Anfang der 1990er Jahre unter anderem den seinerzeitigen Oberligisten FSV Saarwellingen und den Verbandsligisten SV Auersmacher. Parallel war er bei Benefizspielen noch aktiv, z. B. als Mitglied der saarländischen Trainerauswahl. Nach seinem plötzlichen Tod im Oktober 1994 bei einem Unfall veranstaltete die AH-Mannschaft des SC Reisbach, für die Diener aufgelaufen war, im folgenden Sommer ein Harald-Diener-Gedächntnisturnier.
Hauptberuflich arbeitete Diener als Richter.